# نارانداندا
نارانداندا (به لاتین: Narandanda) یک منطقهٔ مسکونی در سری‌لانکا است که در استان مرکزی (سری‌لانکا) واقع شده‌است.